# Dominic Chatto
Dominic Chatto Bashir Jamilu (n. Kaduna, Nigeria, 12 de julio de 1985) es un futbolista nigeriano. Jugaba de mediocampista y actualmente milita en el Falkenbergs FF de la Superettan.

## Clubes
| Club           | País       | Año           |
| -------------- | ---------- | ------------- |
| Heartland FC   | Nigeria    | 2000 - 2001   |
| FC Sheraton    | Nigeria    | 2002 - 2004   |
| AS Racines     | Nigeria    | 2004 - 2006   |
| Inter Turku    | Finlandia  | 2007 - 2008   |
| BK Häcken      | Suecia     | 2009-2013     |
| FK Bodø/Glimt  | Noruega    | 2014-2015     |
| FC Ordabasy    | Kazajistán | 2016          |
| Falkenbergs FF | Suecia     | 2017-presente |